# Odense BK
Odense BK, även kallad OB, är en fotbollsklubb i Odense i Danmark, grundad 1887.

## Meriter
- Danska mästare (3): 1977, 1982, 1989
- Danska cupvinnare (5): 1983, 1991, 1993, 2002, 2007
- Gruppspel i Uefacupen/Uefa Europa League (3): 2006/07, 2010/11, 2011/12
- Intertotocupen (1): 2006

## Spelartrupp
| Nr | Land     | Pos | Namn                                    |
| -- | -------- | --- | --------------------------------------- |
| 1  | Danmark  | MV  | Martin Hansen                           |
| 2  | Thailand | F   | Nicholas Mickelson                      |
| 3  | Tunisien | F   | Omar Jebali (lån från Esperance Zarzis) |
| 4  | Danmark  | F   | Björn Paulsen                           |
| 5  | Gambia   | MF  | Alasana Manneh                          |
| 6  | Danmark  | MF  | Jeppe Tverskov (Lagkapten)              |
| 7  | Tunisien | A   | Issam Jebali                            |
| 8  | Danmark  | MF  | Jakob Breum                             |
| 9  | Danmark  | A   | Bashkim Kadrii                          |
| 10 | Italien  | MF  | Franco Tongya                           |
| 11 | USA      | MF  | Emmanuel Sabbi                          |
| 13 | Danmark  | MV  | Hans Christian Bernat                   |
| 14 | Danmark  | F   | Gustav Grubbe                           |
| 15 | Danmark  | A   | Max Fenger                              |

| Nr | Land       | Pos | Namn                            |
| -- | ---------- | --- | ------------------------------- |
| 16 | Norge      | F   | Jørgen Skjelvik                 |
| 18 | Guinea     | A   | Mohamed Kanté (lån från Hafia)  |
| 19 | Island     | MF  | Aron Elís Þrándarson            |
| 20 | Danmark    | MF  | Ayo Simon Okosun                |
| 21 | Danmark    | A   | Charly Horneman                 |
| 22 | Serbien    | F   | Mihajlo Ivančević               |
| 23 | Danmark    | F   | Aske Adelgaard                  |
| 24 | Sverige    | MF  | Armin Gigovic (lån från Rostov) |
| 25 | Australien | F   | Joel King                       |
| 26 | Albanien   | A   | Agon Mucolli                    |
| 27 | Danmark    | MV  | Magnus Nielsen                  |
| 28 | Danmark    | F   | Tobias Slotsager                |
| 29 | Danmark    | MF  | Mads Frøkjær-Jensen             |
| 30 | Gambia     | A   | Yankuba Minteh                  |

### Utlånade spelare
| Nr | Land     | Pos | Namn                                                   |
| -- | -------- | --- | ------------------------------------------------------ |
|    | Danmark  | F   | Christian Vestergaard (i Kolding IF till 30 juni 2023) |
|    | Danmark  | F   | Kasper Larsen (i MOL Fehérvár till 30 juni 2023)       |
|    | Thailand | F   | Jonathan Khemdee (i Næstved BK till 30 juni 2023)      |

| Nr | Land            | Pos | Namn                                                |
| -- | --------------- | --- | --------------------------------------------------- |
|    | Danmark         | A   | Luca Kjerrumgaard (i Nykøbing FC till 30 juni 2023) |
|    | Elfenbenskusten | MV  | Sayouba Mandé (i FC Helsingør till 30 juni 2023)    |
|    | Danmark         | MF  | Troels Kløve (i Sønderjyske till 30 juni 2024)      |

## Svenska spelare
- Greger Andrijevski (1999–2000)
- Pontus Segerström (2004)
- Tobias Grahn (2006)
- Björn Runström (2008–2009)
- Andreas Johansson (2010–2012)
- David Löfquist (2013)
- Dusan Djuric (2013)
- Rasmus Jönsson (2016–2018)

## Andra kända spelare
- Lars Høgh (1977–2000)
- Thomas Helveg (1989–1993, 2007–2010)
- Eric Djemba-Djemba (2008–2012)
- Roy Carroll (2009–2010)

## Kända tränare
- Richard Møller Nielsen (1964–1968, 1975–1985)
- Viggo Jensen (1994–1997)
- Bruce Rioch (2005–2007)
- Lars Olsen (2007–2010)